# Post Orgasmic Chill
Post Orgasmic Chill es el tercer álbum de estudio de la banda de rock británica Skunk Anansie, publicado en 1999. Dos cubiertas de álbum fueron diseñadas: la versión europea con la banda posando indolente en un apartamento con vistas al mar, y la versión americana con la banda en el paseo marítimo de Atlantic City. Supuso un trabajo muy distinto al de sus dos álbumes anteriores, que tenían elementos de punk rock y rock alternativo, mientras que en este evolucionan a un nuevo sonido más duro con elementos de rock duro y metal alternativo.

## Etimología
El título de álbum se refiere al título de la 13.ª canción, una pista de bonificación que solo salió en Japón, titulada Post Orgasmic Sleep.

## Sencillos
Charlie Big Potato fue el primer sencillo extraído. Fue lanzado en marzo de 1999 y alcanzó el puesto 17 en Reino Unido.
La canción fue la favorita en muchos festivales y Deborah Dyer (Skin) suele cantarla más despacio debido a su gran dificultad. Suena en los créditos de la película Hollow Man.
Su extraño video fue dirigido por Giuseppe Capotondi y muestra a la banda pululando por diferentes sitios y a Skin despertándose en un aseo. Es un homenaje a "Enter Sandman" de la banda Metallica.
Secretly fue el segundo sencillo. Suena en los créditos finales del film Cruel Intentions. Llegó al puesto 16 en la UK Singles Chart.

## Legado
El álbum estuvo incluido en el libro 1001 Álbumes que tienes que oír antes de morir.

## Personal
Skunk Anansie
- Skin @– vocals, theremin, vibraphone
- Cass @– Graves eléctricos, graves acústicos, programación
- As @– guitarra eléctrica, guitarra acústica
- Mark Richardson @– tambores, percusión

Otro personal
- Wil Malone @– Cuerdas, arreglo, director
- Michael Nash Asocia @– diseño
- Clif Norrell @– Ingeniería
- Chris Laidlaw @– ingeniería de ayudante
- Howie Weinberg @– mastering
- Steve Sisco @– el ayudante que mezcla
- Andy Wallace @– producción, mezclando

## Posiciones de gráfico
| Gráficos (1999)                    | Peakposition |
| ---------------------------------- | ------------ |
| Gráfico de Álbumes del Reino Unido | 16           |